# フォークトロニカ
フォークトロニカ（Folktronica）は、フォークとエレクトロニカの要素を持った音楽のジャンルである。エレクトロフォーク（Electrofolk）ともいう。

## 概要
フォークトロニカに分類される音楽では、アコースティック楽器の音をサンプリングした音源、とりわけ弦楽器の音が多用され、またヒップホップやダンス・ミュージックのリズムを取り入れることも多い。一般的に、作曲にはコンピュータが使用される。

## 歴史
フォークトロニカという言葉は、かつて存在した BurnitBlue.com というサイト上で、音楽ライターの Jim Byers によって初めて使用された。そこでは、バッドリー・ドローン・ボーイの登場に関わったツイステッド・ナーヴのようなレコードレーベルが増えてきている傾向について言及する文脈で、フォークトロニカという造語が使用された。2001年には、登場したFour Tetの作風を形容する際に、再びこの言葉が使用された。また同じく 2001年に、モーマスが「Folktronic」と題したアルバムをリリースし、意図的にこのジャンル名を使用した。類似したジャンルにラップトップ・フォーク（Laptop folk）があり、よりミニマル要素が強い音楽を形容する際に用いられる。
本ジャンルに含まれるとされるアルバムには、Four Tet「Pause」、Tunng「Mother's Daughter and Other Songs、ユージン・フランシス・ジュニア「The Golden Beatle」、ゴールドフラップ「セヴンス・ツリー」、ヴィンターガタン「Marble Machine」、そしてカリブー「The Milk of Human Kindness」などが挙げられている。